# Clase Vetehinen
La Clase Vetehinen fue una serie de tres submarinos nombrados Vetehinen, Vesihiisi y Iko-Turso, que prestaron servicio en la Armada Finlandesa a partir de la década de los años 30 y participaron en las guerras de invierno y II Guerra Mundial. Los nombres de estas unidades provenían de espíritus del agua de la epopeya nacional  Kalevala .

## Historia y desarrollo
Los astilleros pertenecientes a los consorcios de astilleros alemanes Krupp, Germaniawerft en Kiel , y Deutsche Schiff- und Maschinenbau (Deschimag), AG Weser en Bremen con el secreto apoyo de la Reichsmarine, habían radicado en la localidad holandesa de La Haya, una empresa denominada NV Ingenieurskantoor voor Scheepsbouw (holandés: Oficina de ingenieros para la construcción naval) también conocida como IvS, para soslayar las limitaciones impuestas por el artículo 191 del Tratado de Versalles , referentes a la prohibición de construcción y uso de submarinos por Alemania, y con el fin de conseguir con técnicos alemanes, experiencia y proyectos lo suficientemente avanzados para el arma submarina alemana, que pudieran ser utilizados en el futuro, una vez fueran levantadas las restricciones impuestas. IvS se dedicó a diseñar, y con la colaboración de astilleros finlandeses, turcos, holandeses y españoles construir submarinos de diseño alemán para diversas marinas.
Cumpliendo en parte sus diversos programas navales, entre 1925 y 1926, el gobierno finlandés solicitó presupuestos para la construcción de tres submarinos minadores a diversos astilleros británicos, holandeses, franceses, daneses, suecos y finlandeses. Fueron presentados varios diseños y precios; uno de ellos era el proyecto conjunto (Pu89) de  IvS y los astilleros Crichton Vulcan de Turku.
Los sumergibles designado más tarde Clase Vetehinen eran naves de doble casco. El número de proyecto de IvS era PU 89, y era un derivado de la clase de sumergibles de tipo medio alemanes UB III y del minador UC III, diseñados entre 1916 y 1917 y utilizados en la I Guerra Mundial, aunque con muchas mejoras tecnológicas desarrolladas en IvS.
Este último proyecto fue el aprobado y, los trabajos en el primer submarino fueron iniciados en septiembre de 1926. A partir de 1927 fue necesaria la ayuda de ingenieros especialistas alemanes en diversas materias y a ello se sumó, la inexperiencia de los trabajadores locales, una huelga de nueve meses e inviernos duros, lo que frenó la construcción en los astilleros.

### Descripción
Las especificaciones de la Clase Vetehinen incluían que las propiedades de comportamiento en el mar debían ser tales que en el Mar Báltico fuera posible operar en superficie con vientos de 6-8 a 10 nudos. El radio de giro debe ser inferior a 200 m. El tiempo de inmersión inferior a 30 segundos y el de ascenso a la superficie inferior a dos minutos. La velocidad debía ser de 13,5 nudos en superficie y 8 nudos sumergidos. El armamento de cuatro tubos de lanzatorpedos con solo seis torpedos y una carga de 20 minas muestra que este tipo de barco fue planeado para un papel defensivo. La capacidad de combustible diésel de 20 toneladas dio una autonomía de 150 horas navegando en superficie; lo que era suficiente para operaciones cortas de colocación de minas o patrullas frente a la propia costa, pero no para patrullas ofensivas.
Estas tres unidades estaban propulsadas por dos motores diésel de fabricación sueca Atlas Polar de 6 cilindros y 580 cv de potencia para la navegación en superficie y de dos motores eléctricos fabricados en Suiza Brown, Boveri & Cie de 360 cv alimentados por baterías de la firma sueca Tudor AB.
El casco exterior estaba reforzado para quebrar hielo desde la proa hasta aproximadamente la mitad del barco. El cinturón rompehielos estaba en la línea de flotación. Tenía 750 mm de alto y estaba construido de acero de 6 mm de espesor. Bajo el de presión, el casco tenía 1 m de ancho y 60 cm de quilla de alto, que contenía el lastre.
La profundidad máxima de buceo era de 75 m. La resistencia a la rotura calculada del casco a presión fue de 19 atm de presión externa correspondiente a 180 m de profundidad.
La superestructura tenía 127 marcos. Los bastidores del casco de presión se numeraron desde la popa hasta la proa (0 - 79). El barco se dividió en seis compartimentos. Los mamparos de presión estaban entre la sala de baterías de popa y las minas y entre las minas y la central. Los mamparos podrían soportar la presión provocada por 75 m de agua. Entre otros compartimentos había mamparos estancos que podían soportar la presión provocada por 4,5 m de agua.
Los barcos tenían sólo unas pocas partes de origen finlandés. Muchas piezas importantes eran de empresas de propiedad alemana o estaban fabricadas con licencia alemana:
- Los marcos y placas se compraron en el extranjero.
- Algunas piezas de fundición, como placas de extremo, mamparos de presión y extremos de torre, se fabricaron en Dalsbruk Ironworks, Dalsbruk-Taalintehdas, Finlandia
- Los resortes de escotilla estaban fabricados por las acerías Fiskars Oy Ab, Finlandia.
- Los  motores diésel "Atlas-Polar" eran suecos
- Los equipos eléctricos más grandes, como los motores eléctricos, conectores, etc. eran de Brown, Boveri & Cie, Suiza.
- Los tubos de lanzatorpedos fueron construidos por Maatschappij voor Scheeps en Werktuigbouw, Países Bajos. Los tubos de 6,6 m de largo eran para torpedos de 533 mm y para el uso, los rieles de transporte interiores de 45 cm fueron construidos por Crichton-Vulcan.
- Se construyeron pozos de minas para adaptar las minas submarinas alemanas ya la marina no disponía de minas en sí y todas tuvieron que comprarse. Los pozos de las minas eran estancos.
- Los periscopios fueron construidos por B.V. Nederlandse Instrumenten Compagnie (Nedinsco) en los Países Bajos, firma ubicada en Venlo y que era propiedad de la firma alemana de aparatos ópticos Zeiss. Cada submarino contaba con dos periscopios con 6 800 mm de longitud con 1,6 y 6,0 aumentos en ambos periscopios; el diámetro era de 150 mm, pero el diámetro superior era de 60 mm para el periscopio aéreo (0 - 90° de elevación) y de 31 mm para el periscopio de ataque (-10° . + 20° de elevación).
- Las baterías de 124 celdas eran de Tudor AB, Suecia. Las baterías se fabricaron bajo licencia de Hagen Batterie AG, Berlín.[2]

Los buques fueron botados en el siguiente orden: 
- Vetehinen 1 de junio de 1930, número construcción CV 702
- Vesihiisi 1 de agosto de 1930, número construcción CV 703
- Iku-Turso 5 de mayo de 1931, número construcción CV 704

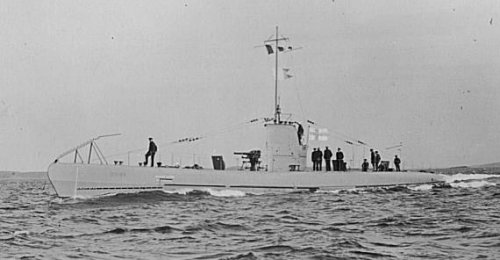
Submarino Vetehinen

El Vetehinen era el primer buque de guerra construido en Finlandia desde su independencia, por lo que su marina carecía de personal con suficiente experiencia para realizar las correspondientes pruebas, aunque,njhuy varios oficiales habían conseguido alguna en Italia, Francia, Dinamarca, Estados Unidos, Suecia y Reino Unido. Por todo ello se consiguió una tripulación constituida en su mayoría por veteranos del arma submarina alemana de la I Guerra Mundial, comandados por oficiales alemanes en la reserva y en activo, siendo complementados por trabajadores alemanes, del astillero fines y marineros finlandeses. 
El Vetehinen fue probado desde mediados de julio a septiembre en Turku. Las pruebas del Vesihiisi comenzaron en octubre y continuaron hasta diciembre y las del Iku-Turso y las pruebas de disparo de torpedos de todos los barcos se realizaron en el verano de 1931. Las pruebas de superficie del Iku-Turso fueron realizadas por una tripulación finlandesa.
Las fechas de comisión de estos buques fueron:
- Vetehinen el 13 de octubre de 1930
- Vesihiisi el 2 de diciembre de 1930
- Iko-Turso el 13 de octubre de 1931

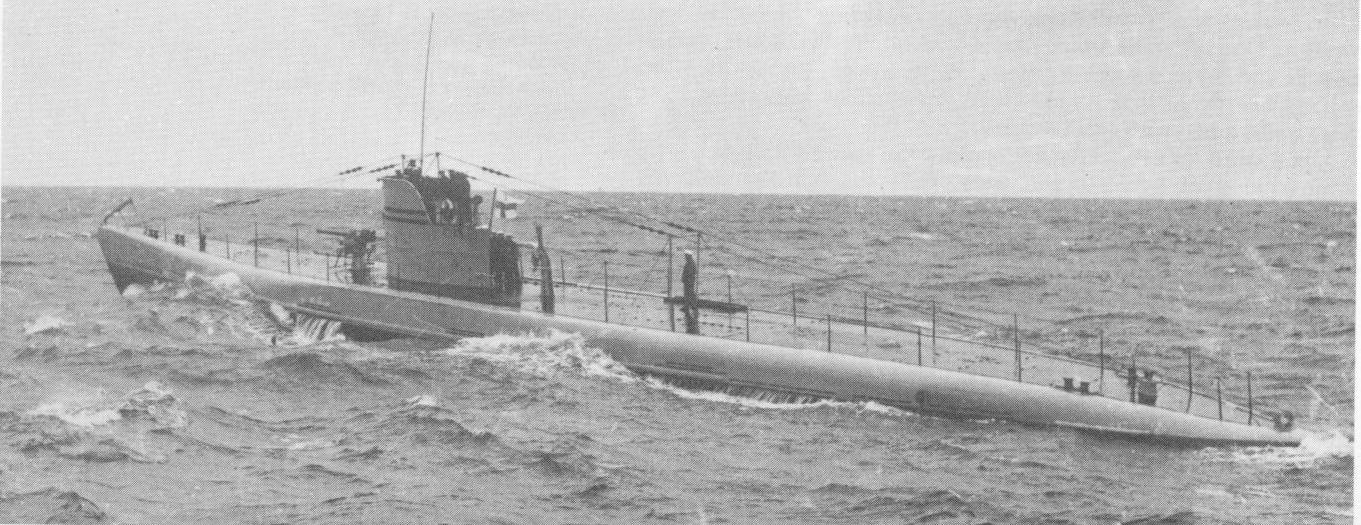
Submarino Vesihiisi

## Historial de combate

### Guerra de Invierno
Era conocido que el crucero ligero soviético Kirov estaba operando en el área Tallin - Hanko. Este buque realizó un ataque de sondeo a la fortaleza de Russarö el 1 de diciembre. (10 minutos de lucha a 20 km de distancia), los Vesihiisi y Vesikko fueron enviados hacia allí, pero no llegan a tiempo y solo alcanzan a ver el combate a larga distancia. En diciembre las tres unidades de la Clase Vetehinen operaban principalmente en el norte del mar Báltico contra el transporte marítimo soviético sin resultados. A finales de diciembre el gobierno finlandés decidió que Estonia no seguía las reglas de la neutralidad ya que la Unión Soviética tenía fuerzas permanentes en Paldiski y Tallin. Por lo tanto en 1 de enero de 1940 el Vetehinen ancla 20 minas cerca de la península de Juminda entre Tallin y Kronstadt. Todas las actividades de submarinos fueron suspendidas a mediados de enero de 1940. En la Guerra de Invierno , los submarinos operaron solo cinco semanas y no lanzaron ningún torpedo, solo un pequeño vapor se perdió a causa de las minas que se fondearon.

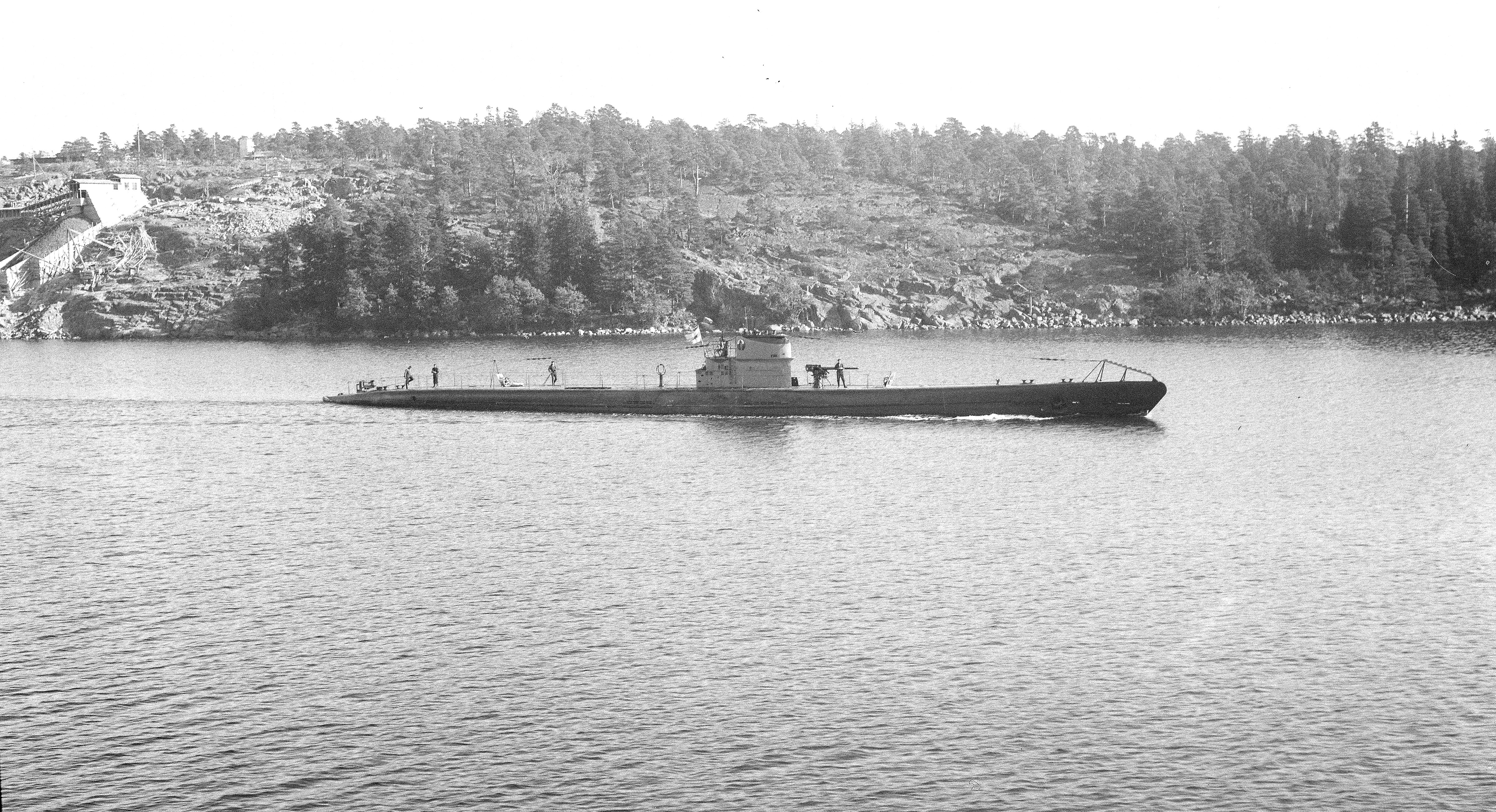
Submarino Iku-Turso, archipiélago Åland

### Guerra de Continuación
Las primeras operaciones de submarinos fueron hechas bajo gran secreto. Los submarinos de la clase Vetehinen sembraron minas en las aguas territoriales estonias a mediados de junio de 1941, antes del comienzo de la Operación Barbarroja, y de que Finlandia y la Unión Soviética se encontraran en guerra. Los Clase Vetehinen tuvieron que permanecer en puerto después de las operaciones iniciales de minado. La situación en el frente de mar no era clara y las brillantes noches del verano no eran aptas para las operaciones con submarinos, que comenzaron sus operaciones de nuevo a principios de agosto. En ese mes operaron contra las rutas de abastecimiento soviético a Hanko y Paldiski. Los clase Vetehinen fueron estacionados en Barö , al oeste de Hanko. Debido a ser una zona de aguas confinadas sólo uno de los submarinos era enviado en patrulla cada vez, en las que hicieron 16 patrullas en la zona de las islas Pakri. Los submarinos finlandeses dejaron de patrullar a finales de agosto y quedaron estacionados en Helsinki. El mantenimiento y atraque de invierno comenzaron en octubre. Solo los submarinos Vetehinen, Iku-Turso y Saukko estaban operativos cuando la Unión Soviética sorprendentemente comenzó a evacuar la zona de Hanko. Fueron enviados en patrulla para atacar los últimos convoyes, operando entre Helsinki y el faro de Keri. El Saukko operó durante el día y durante las noches el Vetehinen en el sur y el Iku-Turso en el norte.
En agosto y septiembre, las tres unidades Clase Vetehinen fueron estacionados en Mariehamn para una tarea muy inusual. Los barcos debían "cazar" a sus homólogos de la Unión Soviética. La idea era que, mediante el uso de los motores eléctricos y hidrófonos sería posible sorprender a los submarinos enemigos que solían cargar sus baterías en superficie durante la noche. Con este método entre el 26/27 de octubre el Iku-Turso torpedea y hunde al submarino soviético ShCh-320 cerca del faro de Marhällan en el Mar de Åland y el 5 de noviembre el Vetehinen hunde `por embestida al ShCh-305 en Gisslan. La temporada de vela de 1943 fue tranquila para la flotilla de submarinos. Los barcos estaban estacionados al oeste de las barreras de minas, como las naves enemigas no lograron navegar por este extremo los submarinos pasaron la temporada realizando actividades de entrenamiento. Durante 1944 lo más relevante efectuado por estas tres unidades fue la colocación de varios campos de minas a principios del mes de julio. la última patrulla de guerra la realizó el Vetehinen que navegó en 31 de agosto de 1944 a Lavansaari , un mar tormentoso impidió las operaciones y el barco regresó el 2 de septiembre. La firma del armisticio comenzó a 4 de septiembre de 1944 a las 07.00 horas y la flotilla de submarinos a partir de entonces permaneció en Emäsalo . El tratado de paz del 19 de septiembre, prohibió a los buques de guerra finlandeses abandonar los puertos, hecho que fue revocado y los submarinos fueron transferidos a Turku el 27 de octubre de 1944 hasta enero de 1945 en que fueron remolcados hasta Suomenlinna . A partir de entonces los barcos permanecieron durante allí durante ocho años.

### El fin
El Tratado de París (1947)  no permitía a Finlandia tener submarinos, por lo que los submarinos siguieron olvidados y abandonados hasta que el 2 de diciembre de 1952 cuando una propuesta para vender los cuatro barcos más antiguos fue aceptada por el Ministerio de Defensa. En mayo de 1953 el Gobierno aprobó la venta de los barcos para su desguace. El 1 de julio de 1953 se firmó un contrato con la empresa Etablissements Pascal de Saedeleier . El comprador desguazaría los barcos de la clase Vetehinen" y el Saukko en Bélgica. Los barcos fueron remolcados en dos grupos, primero el Vesihiisi e Iku-Turso y, a continuación, los Vetehinen y Saukko. 